# Фиговые попугайчики
Фиговые попугайчики(лат. Cyclopsitta) — род птиц из семейства Psittaculidae.

## Описание
Попугаи малого размера, обитающие в Австралии, на Новой Гвинее и близлежащих более мелких островах. Окраска очень яркая, в основном зелёная. Самец и самка различаются деталями окраски головы.

## Классификация
Международный союз орнитологов включает в род 4 вида:
- Cyclopsitta gulielmitertii — Чернощёкий фиговый попугайчик[2]
- Cyclopsitta nigrifrons
- Cyclopsitta melanogenia
- Cyclopsitta diophthalma — Златобокий фиговый попугайчик